# 寅次郎的故事22 传说中的寅次郎
《寅次郎的故事22 传说中的寅次郎》（日語：男はつらいよ 噂の寅次郎）是一部1978年上映的日本喜剧电影，亦是《寅次郎的故事系列》的第二十二部剧场版作品。由山田洋次导演，渥美清、倍赏千惠子、前田吟、下条正巳、三崎千惠子及大原丽子等等主演。于1978年12月27日上映。

## 劇情簡介
寅次郎在旅途上遇到阿博的父親諏訪先生，諏訪先生是大學榮譽教授，他勸勉寅次郎要明白生命是短暫的，還借了「今昔物語」這本書給寅次郎。寅次郎回到柴又，店鋪請了女幫工早苗。雖然寅次郎被早苗美貌所吸引，但仍打算出門。不料在街上遇到櫻時突然腹痛，經診斷後証實寅次郎僅僅是營養不良。寅次郎又迷上了早苗，而早苗正受到不幸婚姻生活的困擾，現在與丈夫分居，另一方面，一向愛慕早苗的表兄肇又未有明確表態。寅次郎與肇成為好友，肇託寅次郎將信及存摺轉交早苗後，就回到故鄉小樽，當早苗明白肇的心意，決定跟隨肇一起生活。寅次郎再一次失望，唯有又隻身出遊。

## 主要演员
- 车寅次郎：渥美清
- 诹访樱：倍赏千惠子
- 车龙造：下条正巳
- 车つね：三崎千惠子
- 诹访博：前田吟
- たこ社长：太宰久雄
- 源公：佐藤蛾次郎
- 御前样：笠智众
- 诹访飙一郎：志村乔
- 小岛瞳：泉平子
- 添田肇：室田日出男
- 旅之云水：大泷秀治
- 荒川早苗：大原丽子
- 满男：中村隼人
- 老人：吉田义夫
- 农村的大祭司：明石潮
- 川岸的画家：津嘉山正种
- 邻居：谷よしの
- 朝日印刷员工：笠井一彦

### 英文
- . 英国电影协会.   [2014-01-25]. （原始内容存档于2014-02-18） （英语）.
- . Complete Index to World Film.   [2014-01-25]. （原始内容存档于2014-02-02） （英语）.
- 互联网电影数据库（IMDb）上《Otoko wa tsurai yo: Uwasa no torajiro (1978)》的资料（英文）

### 德文
- . www.molodezhnaja.ch.   [2014-01-25]. （原始内容存档于2008-11-13） （德语）.

### 日文
- . www.allcinema.net.   [2014-01-25]. （原始内容存档于2013-12-07） （日语）.
- . 日本电影院数据库（日本文化厅）.   [2014-01-25]. （原始内容存档于2014-02-02） （日语）. 外部链接存在于|publisher= (帮助)
- . 日本电影数据库.   [2014-01-25]. （原始内容存档于2013-11-05） （日语）.
- . 电影旬报.   [2014-01-25]. （原始内容存档于2012-03-09） （日语）.

### 中文
- . 豆瓣电影.   [2014-01-25]. （原始内容存档于2014-02-02）.